# Rombiya Timur
Rombiya Timur is een bestuurslaag in het regentschap Sumenep van de provincie Oost-Java, Indonesië. Rombiya Timur telt 2769 inwoners (volkstelling 2010).